# Kīlauea
Kīlauea (en hawaiano: /kiːlɐwˈwɛjə/) es un volcán en escudo, el más reciente y activo de los cinco que conforman la isla de Hawái. Es uno de los volcanes más activos de la Tierra.
Las coladas más antiguas, submarinas, han sido datadas con una antigüedad de cerca de 300 000 años. Emergió sobre el mar hace unos 70 000 años. Es el segundo volcán más reciente formado sobre el punto caliente de Hawái y el actual centro eruptivo de la cadena de montes submarinos Hawái-Emperador. El más reciente es el monte submarino Lōʻihi situado a 35 km de la línea de la costa sureste.
Forma una cuña entre la ladera este del Mauna Loa y el océano. Su ladera oriental desciende en pendiente acusada desde la línea de cráteres hasta la costa sureste de la isla. La ladera occidental es mucho más corta, y con escasa pendiente hasta el collado que separa ambos volcanes. Debido a su casi nula prominencia topográfica y a que su actividad eruptiva ha coincidido históricamente con la de Mauna Loa, Kilauea fue considerado un satélite de su vecino más grande. Hoy se sabe que ambos volcanes son independientes, cada uno de ellos con su propio sistema de alimentación de magma.
Kilauea tiene una cumbre con una caldera que ha pasado por varios estadíos alternados de colapso y relleno, en cuyo interior se encuentra el cráter principal, llamado Halema'uma'u, y dos zonas de rift desarrolladas hacia el este y el sudoeste, llamadas, respectivamente, East Rift Zone y Soutwest Rift Zone. La primera se extiende hasta 125 km y la segunda hasta 35 km desde la caldera. Sobre la East Rift Zone se asientan varios cráteres y respiraderos volcánicos, el más activo, llamado Puʻu ʻŌʻō, ha sido la fuente de la erupción más larga en tiempos históricos. Su zona distal es el origen de erupciones fisurales periódicas. Al estar en una zona urbanizada, sus erupciones causan graves daños. La última, ocurrida en 2018, destruyó gran parte de Leilani Estates y cubrió casi por completo el área de Kapoho.

## Geología

### Contexto
Al igual que los demás volcanes de Hawái, Kilauea se formó en la placa tectónica del Pacífico a su paso sobre el punto caliente de Hawái, un punto caliente en el manto terrestre subyacente. Los volcanes de las islas de Hawái representan la manifestación más reciente de este proceso que, a lo largo de 70 millones de años, creó la cadena de montes submarinos Hawái-Emperador con una longitud total de 6000 km. La opinión predominante, aunque no unánime, es que el punto caliente se mantuvo estacionario en el manto terrestre durante gran parte de, si no toda, la era Cenozoica. Sin embargo, aunque la pluma mantélica de Hawái es ampliamente estudiada y bien comprendida, la naturaleza de los puntos calientes sigue siendo enigmática.
Kīlauea es uno de los cinco volcanes subareales de la isla de Hawái que fueron creados por el punto caliente de Hawái. El volcán más antiguo de la isla, Kohala, tiene una edad de más de un millón de años, y se cree que Kilauea, el volcán más joven, tiene una edad de 300 000 a 600 000 años. El volcán submarino de Lōʻihi en el flanco de la isla es el volcán más joven de la cadena de montes submarinos de Hawái–Emperador, una cadena de volcanes en escudo y montes submarinos que se extiende desde Hawái hasta la fosa de las Kuriles en Rusia.
De acuerdo con el patrón del vulcanismo en Hawái, Kilauea habría empezado como un volcán submarino, creciendo progresivamente por las erupciones submarinas de basalto alcalino antes de emerger del océano con una serie de erupciones surtseyanas hace unos 50 000 a 100 000 años. Desde entonces, la actividad del volcán ha sido probablemente como lo es ahora, generando una corriente continua de erupciones efusivas y explosivas, con el mismo patrón general observado en su actividad en los últimos 200 o 300 años.
Con una edad de 600 000 años como máximo, Kilauea es todavía muy joven para un volcán hawaiano; el volcán más antiguo de la isla, Kohala en el noroeste, experimentó casi 900 000 años de actividad antes de extinguirse. El futuro previsible de la actividad del Kilauea será probablemente como lo ha sido durante los últimos 50 000 a 100 000 años; erupciones hawaianas y explosivas continuarán edificando la cumbre del volcán, aumentando sus zonas de fisuras, y volverán a llenar la caldera en la cumbre al mismo ritmo durante el resto de la historia humana.

### Estructura
Durante toda su historia conocida el Kilauea ha sido un volcán activo, y con excepción de una breve pausa entre 1934 y 1952, nunca ha experimentado un período prolongado de reposo. La mayor parte del Kilauea consiste de flujos de lava enfriados, intermitentes con ceniza volcánica y tefra dispersa procedente de erupciones explosivas relativamente menores en volumen. Gran parte del volcán está cubierta por flujos históricos, y el 90 % de su capa superficial data de los últimos 1100 años. Con el tiempo, Kīlauea se edificó desde el fondo marino, y por lo tanto la mayor parte de su masa se encuentra bajo el agua; su superficie subaérea tiene la forma de un escudo descentrado de pendientes suaves y alargadas, con una superficie aproximada de 1500 km², lo que representa el 13,7 % de la superficie total de la isla.
El Kilauea carece de prominencia topográfica y parece una protuberancia en el flanco sureste del Mauna Loa; debido a esto, tanto los nativos de Hawái como los primeros geólogos suponían que se trataba de un satélite activo de su masivo vecino. Sin embargo, el análisis de la composición química de las lavas de ambos volcanes demostró que tienen cameras magmáticas diferentes, y que por lo tanto son distintos. No obstante, su proximidad dio lugar a una tendencia histórica en la que una alta actividad en un volcán coincide aproximadamente con una baja actividad en el otro. Cuando el Kilauea estuvo inactivo entre 1934 y 1952, el Mauna Loa se volvió activo, y cuando este último se mantuvo tranquilo entre 1952-1974, ocurrió lo contrario. Esto no fue siempre el caso; la erupción de Mauna Loa de 1984 comenzó durante una erupción del Kilauea, pero no tuvo ningún efecto discernible sobre ella, y la inflación en curso de la cumbre de Mauna Loa, indicativa de una futura erupción, comenzó el mismo día que nuevos flujos de lava salieron del cráter Puʻu ʻŌʻō de Kilauea. Los geólogos han sugerido que los «pulsos» de magma que ingresaron al sistema magmático profundo de Mauna Loa pueden haber aumentado la presión en el interior del Kilauea y disparado las erupciones simultáneas.
En la cumbre del Kilauea se encuentra una caldera grande que mide 4 por 3,2 km, con paredes de hasta 120 m de altura, rotas en el lado suroeste por los flujos de lava. Se desconoce si la caldera ha estado presente hace mucho tiempo o si es relativamente reciente, y es también posible que se haya ido y venido a lo largo de la historia eruptiva del Kilauea; lo que sí se sabe es que probablemente se formó a lo largo de varios siglos, y se estima que su construcción pueda haber comenzado hace unos 500 años, alcanzando su forma actual tras una erupción particularmente poderosa en 1790. Una característica importante dentro de la caldera es el cráter Halemaʻumaʻu, un gran cráter de subsidencia y uno de los centros eruptivos históricamente más activos del Kilauea. El cráter tiene un diámetro de aproximadamente 920 m y una profundidad de 85 m, pero su forma ha variado mucho en el curso de su historia eruptiva; la mayor parte del piso del cráter Halemaʻumaʻu está cubierta por los flujos de su erupción más reciente, la que se produjo en 1974.
El Kilauea tiene dos zonas de ruptura que irradian desde su cumbre, una se extiende sobre 125 km hacia el este, la otra con una longitud de 35 km se extiende hacia el suroeste. La extensión tectónica a lo largo de las dos zonas de ruptura causa un deslizamiento de la masa sur del Kilauea hacia el mar a una velocidad de 6 a 10 cm, centrado en un desprendimiento subcutáneo basal a lo largo de una línea de falla de 7 a 9 km de profundidad bajo la superficie del volcán. La zona de ruptura del este es un rasgo particularmente dominante en el volcán; está casi totalmente cubierta de lava que erupcionó en los últimos 400 años, y la anchura de su cresta, cerca de la cumbre, mide 2 a 4 km. Las erupciones no localizadas, propias de la actividad de las zonas de ruptura, produjeron una serie de crestas bajas a lo largo de la mayor parte de la zona de ruptura este. Actualmente, su segmento superior es la sección más activa del volcán, y es además el sitio con un gran número de cráteres de subsidencia; su extremidad inferior llega hasta el flanco sumergido del Kilauea a una profundidad de más de 5000 m. En cambio, la zona de ruptura mucho menor del suroeste ha estado en reposo tras un episodio activo en 1974, y no ha sido involucrado en el ciclo eruptivo actual. La extremidad inferior de la zona de ruptura del sudoeste también se encuentra bajo el nivel del mar, aunque su longitud submarina es más limitada. Esta zona de ruptura también carece de una línea de cresta bien definida o de un gran número de cráteres, evidencia de que es menos activa geológicamente que su contraparte oriental.
Una estructura prominente en el flanco sur del Kilauea es el sistema de fallas Hilina, una falla muy activa que se mueve verticalmente con un promedio de 2 a 20 milímetros a lo largo del sistema. Su provincia fisiográfica se encuentra a 500 m de profundidad, pero no se sabe si es una falla lístrica poca profunda o si penetra hasta la base del volcán. Un número de conos de ceniza, escudos satélite, tubos de lava, y otras estructuras eruptivas también se encuentran en el volcán, evidencia de su actividad reciente. Kilauea tiene alguna interacción con Mauna Loa, su vecino mayor y único otro volcán activo en la isla; flujos de lava intercalados y depósitos de ceniza que pertenecen a su vecino fueron encontrados en sus flancos, y algunos de los flujos de Mauna Loa son, a su vez, cubiertos en el tefra de Kilauea. En particular, el collado entre los dos volcanes está deprimido, y es probable que se llene nuevamente en el futuro.
Todas las erupciones históricas del Kilauea se han producido en uno de tres lugares: la caldera en la cumbre, la zona de ruptura del este, o la zona de ruptura del sudoeste. La mitad de las erupciones históricas del Kilauea se produjeron en, o cerca de, la caldera. La actividad volcánica fue prácticamente continua durante gran parte del siglo XIX, y culminó en una enorme erupción explosiva en 1924 antes de agotarse en 1934. La actividad reciente se ha desplazado sobre todo a la parte superior de la zona de ruptura oriental, donde se produjeron 24 erupciones históricas; en cambio, la zona de ruptura al sudoeste del volcán se mantuvo relativamente tranquila con tan solo cinco episodios eruptivos hasta la fecha.

## Historia eruptiva
La historia eruptiva del Kilauea ha sido muy larga y activa; su nombre significa «escupiendo» o «propagándose mucho» en hawaiano, en referencia a sus frecuentes derramamientos de lava. Los primeros flujos de lava del volcán se remontan a la etapa de pre escudo submarino, y muestras de sus laderas sumergidas fueron recuperadas por ROV. Otras muestras de lava se recuperaron a través de núcleos de perforación. El 90 % del volcán está cubierto por rocas ígneas con una edad de menos de 1000 años; las más antiguas expuestas en la superficie tienen una edad de 2100 y 2800 años. La primera erupción documentada del Kilauea se produjo en 1823, y desde entonces el volcán ha entrado en erupción en repetidas ocasiones. La mayoría de las erupciones históricas se han producido en la cumbre o en la zona de ruptura sudoeste del volcán, y tuvieron un carácter prolongado y efusivo; sin embargo, el registro geológico muestra que las erupciones explosivas eran muy comunes en la época que precede el contacto con los europeos, y si se reiniciara la actividad explosiva, representaría un peligro mucho más grande para la población. La erupción histórica más larga del Kilauea se remonta al 3 de enero de 1983, y es, con mucho, una de las erupciones más largas del mundo; a partir de enero de 2011, la erupción produjo 3,5 km³ de lava y añadió a la isla 123,2 km² de tierra.
El elevado estado de actividad del Kilauea tiene un fuerte impacto sobre la ecología de sus laderas, donde el crecimiento de plantas a menudo se ve interrumpido por la caída de tefra y la deriva de dióxido de azufre volcánico, produciendo lluvias ácidas, sobre todo en una zona árida al sur de la zona de ruptura suroeste, conocida como el desierto de Kaʻū. No obstante, la vida silvestre prospera en lugares no perturbados del volcán y es altamente endémica como resultado del aislamiento del Kilauea —y de la isla de Hawái— de la masa continental más cercana.
Históricamente, el pueblo hawaiano consideró los cinco volcanes de la isla como sagrados, y en la mitología hawaiana el cráter Halemaumau del Kilauea era visto como el cuerpo y el hogar de Pele, la diosa asociada con el fuego, los rayos, el viento y los volcanes. William Ellis, un misionero de Inglaterra, pasó dos semanas viajando a lo largo del volcán y dio el primer relato moderno de Kilauea; desde su fundación por Thomas Jaggar en 1912, el Observatorio Vulcanológico de Hawái, que se encuentra al borde de la caldera del Kilauea, sirvió como la principal entidad de investigación científica del volcán y la isla en general. En 1916, el presidente estadounidense Woodrow Wilson firmó un proyecto de ley que estableció el parque nacional de los Volcanes de Hawái, y desde entonces el parque se ha convertido en Patrimonio de la Humanidad y un importante destino turístico que atrae a unos 2,6 millones de personas anualmente.

### Erupciones prehistóricas

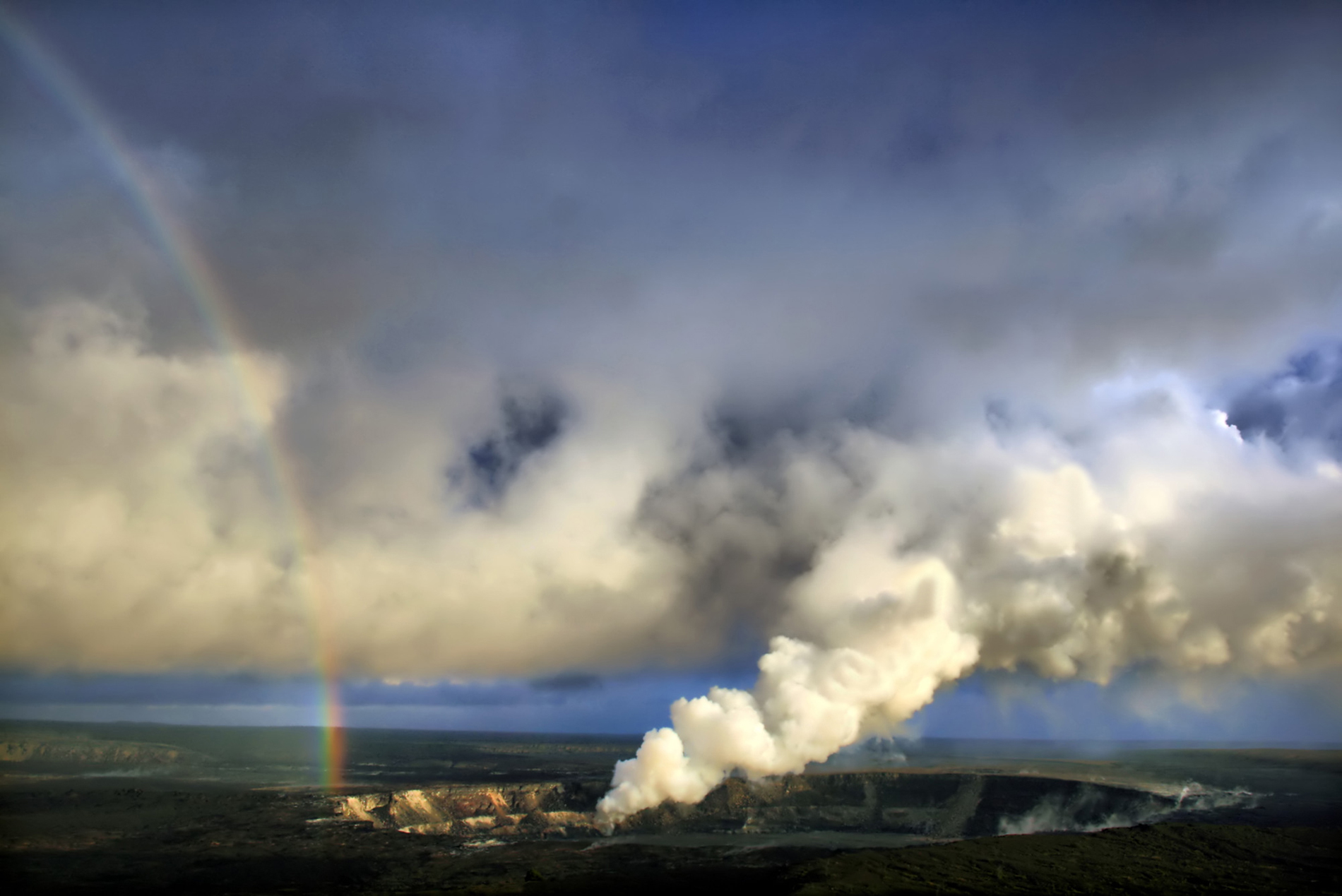
Arco iris y emisiones de dióxido de azufre con ceniza volcánica del cráter Halemaʻumaʻu.

Los geólogos lograron fechar y documentar docenas de grandes erupciones de la larga historia del volcán, cerrando la brecha entre la roca más antigua conocida del Kilauea y los muy recientes registros escritos y observaciones históricas. Generalmente los científicos recuperan los datos sobre los flujos de lava históricos del volcán por una de tres maneras. Se recuperaron muestras de los flujos más antiguos, que datan de 275 000 a 225 000 años, de la ladera sumergida sur del Kilauea con vehículos submarinos operados por control remoto (ROV) arrastrados por barcos. Estas lavas exhiben formas características de los episodios eruptivos de principios de la etapa pre escudo sumergida de la época cuando el volcán era un creciente monte submarino que aún no había emergido de la superficie del océano, y su exposición en la superficie es inusual, ya que en la mayoría de los volcanes tales lavas ya habrían sido enterradas por flujos más recientes.
El segundo método de recuperación de estratos de roca antigua es la perforación, que permite obtener muestras profundas. Sin embargo, fue difícil datar los núcleos de perforación, ya que se comprobó que varias muestras provenientes de profundidades de aproximadamente 1700 m, que sugirieron fechas tan antiguas como 450 000 años, resultaron erróneas. El método de datación paleomagnética, que se limita a las rocas posteriores a la emergencia del mar, sugirió una edad de alrededor de 50 000 años. Se comprobó que los flujos expuestos sobre el nivel del mar son mucho más recientes. Una muestra de roca antigua, datada de forma fiable con una edad de 43 000 años, viene de carbón intercalado debajo de una capa de ceniza en un escarpe de falla conocido como Hilina Pali; sin embargo, muestras datadas de más arriba del escarpe indican una deposición de cenizas a una tasa promedio de 6 metros por mil años, lo que indica que los flujos expuestos más antiguos a partir de la base del escarpe, podrían remontarse a hace 70 000 años. Esta fecha es similar a la del más antiguo flujo de lava datado existente, un flujo de la zona de ruptura sudoeste con una datación por radiocarbono no corregida de aproximadamente 4650 a. C..
Las rocas más antiguas que han podido ser datadas fiablemente pertenecen a la formación Uwēkahuna Ash, compuesta por cenizas volcánicas expulsadas durante varios episodios explosivos que tuvieron lugar entre 2800 y 2100 años atrás. Aunque la mayor parte ha sido cubierta por coladas posteriores, en algunos lugares permanece expuesta, lo que permite su estudio directo. Afloramientos situados a más de 20 km de la caldera del volcán son la prueba de que en un pasado no muy lejano el volcán ha sido escenario de erupciones violentas de tipo freatomagmático. La evidencia sugiere que en esta época el centro eruptivo, llamado Powers Caldera, era más extenso que la caldera actual. Hace por lo menos 1200 años, la lava rellenó la caldera hasta desbordarla y fosilizó la estructura. Siguió un período eruptivo con lava pahoehoe, que a través de tubos de lava cubrió extensamente las laderas. Tras el cese de esta actividad, hace alrededor de 400 años, las erupciones se centraron en la parte oriental de la cumbre del Kilauea, y al mismo tiempo se produjo una mayor actividad en el extremo norte de la zona este de rift.

### 1790-1934

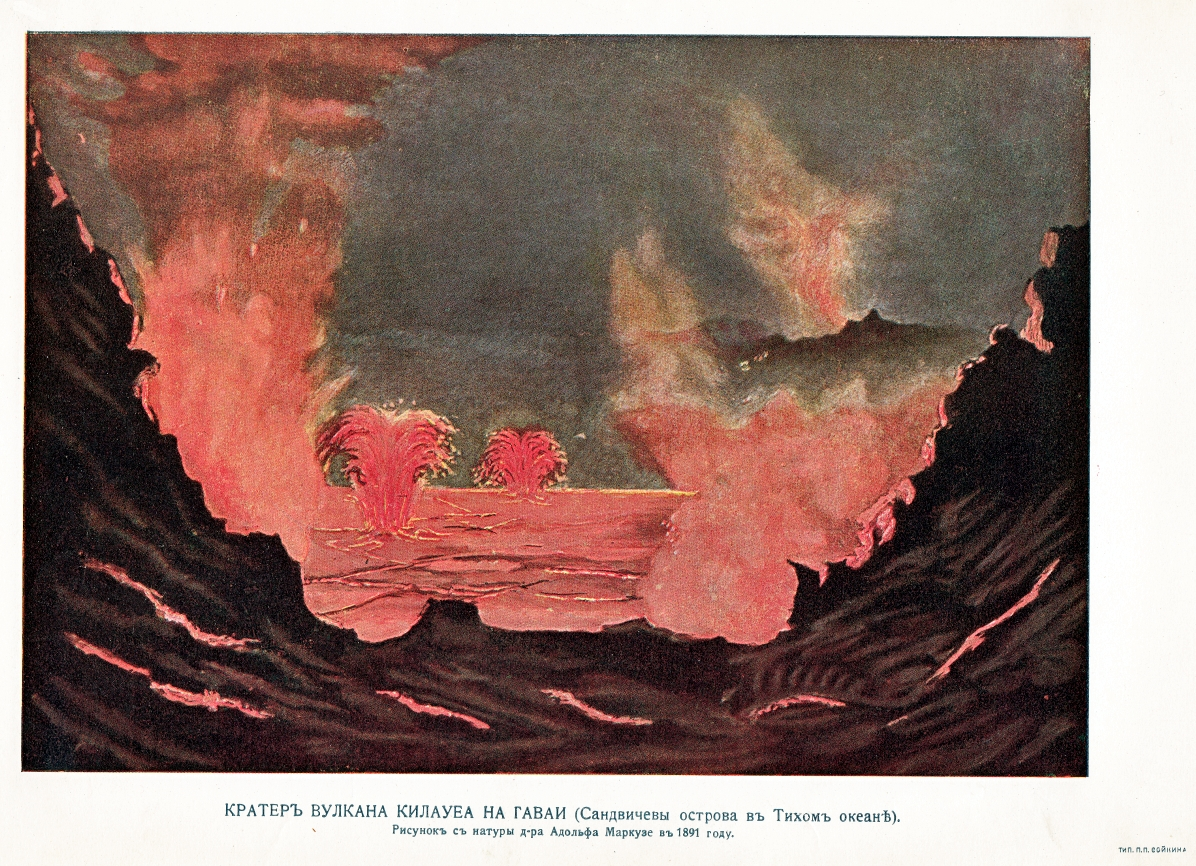
Erupción de 1891. Pintura de Dr. Adolf Markuze.

Los primeros registros escritos fiables de la actividad histórica se remontan al año 1820, y la primera erupción documentada del Kilauea ocurrió en 1823, cuando el volcán fue puesto bajo observación por primera vez; aunque se cree que los nativos de Hawái se establecieron en la isla hace alrededor de 1500 años, los registros orales anteriores a la llegada de los europeos en la isla son pocos y difíciles de interpretar. Una erupción pre-contacto en particular, un episodio freatomagmático en 1790, fue responsable de la muerte de un grupo de guerreros que formaban parte del ejército de Keōua Kuahuʻula, el último de los jefes de la isla que resistieron a la hegemonía de Kamehameha I; su muerte se evidencia por un par de huellas conservados dentro del parque nacional de los Volcanes de Hawái que se incluyeron en el Registro Nacional de Lugares Históricos. Desde 1823, el Kilauea ha sido el escenario de 61 erupciones separadas, por lo que puede considerarse uno de los volcanes más activos del planeta.
A lo largo de la historia observada, el volumen eruptivo del Kilauea ha variado ampliamente. En 1823 la caldera de la cumbre de Kilauea era mucho más profunda de lo que es en la actualidad, pero estaba en el proceso de llenarse por la erupción casi continua de la cumbre que, para 1840, había expulsado 3 km³ de lava tan solo en ese lugar. En el período comprendido entre 1840 y 1920 se observó aproximadamente la mitad del volumen eruptivo del periodo anterior, y en los treinta años entre 1920 y 1950, el volcán se mantuvo inusualmente tranquilo y exhibió muy poca actividad; desde entonces, el volumen eruptivo del Kilauea ha aumentado constantemente, y la actual actividad es comparable a la de principios de 1800.
La duración y el origen de estas erupciones también varió mucho. Los episodios eruptivos duraron desde días hasta años, y ocurrieron en un número de sitios diferentes. La mitad de todas las erupciones se produjo en, o cerca de, la caldera de la cumbre del Kilauea. La actividad eruptiva en la cumbre era casi continua durante gran parte del siglo XIX, y tras una pausa entre 1894 y 1907, continuó hasta 1924. Se produjeron 5 erupciones históricas en la zona de ruptura suroeste del volcán, y 24 a lo largo de la zona de ruptura oriental, sobre todo a lo largo de la parte superior de esta zona.
En la historia observada del volcán dominaron las erupciones efusivas; sin embargo, esto fue un fenómeno relativamente reciente. Antes de la llegada de los primeros europeos en la isla, ocurrieron regularmente erupciones explosivas en el Kīlauea, lo que se evidenció entonces por cantos tribales que hacen referencia a la naturaleza voluble del volcán, y en la actualidad por los registros geológicos que testimonian del carácter explosivo de la actividad pasada. Aunque la actividad explosiva persiste en el volcán, no es tan intensa como lo fue antes, y el volcán sería mucho más peligroso para la población si volviera a su etapa de actividad anterior.
El Kilauea estalló en 1823 y 1832, pero la primera gran erupción desde el episodio de 1790 se produjo en 1840, cuando la zona de ruptura oriental se convirtió en el foco de un gran erupción hawaiana efusiva sobre más de 35 km de su longitud, inusualmente largo, incluso para un erupción de ruptura. La erupción duró 26 días y produjo un estimado 205 a 265  millones de metros cúbicos de lava; la luz generada por el episodio fue tan intensa que en Hilo a 30 km, según informes, se podía leer un periódico por la noche.
El volcán estuvo activo de nuevo en 1868, 1877, 1884, 1885, 1894, y 1918, antes de la siguiente gran erupción en 1918-1919. El Halemaʻumaʻu, en esta época un pequeño afloramiento en el suelo de la caldera, estaba rematado por un lago de lava que se drenó antes de volver a llenarse de nuevo, formando un enorme lago de lava que casi alcanzó el borde superior de la caldera antes de drenar una vez más. Esta actividad finalmente dio paso a la construcción de Mauna Iki, edificando el gran escudo de lava dentro de la caldera durante un período de ocho meses. La erupción también se caracterizó por la actividad concurrente en las zonas de ruptura y un gran número de fuentes de lava.
En 1921-1923 también hubo actividad volcánica. La siguiente gran erupción ocurrió en 1924. El cráter Halemaʻumaʻu, 
un cráter de subsidencia formado después de la erupción de 1919 y el sitio de un lago de lava considerable, primero drenó, y luego comenzó a hundirse rápidamente en el suelo, profundizando casi 210 m, bajo una espesa nube de ceniza volcánica. La actividad explosiva comenzó el 10 de mayo de ese año, soplando trozos de roca hasta 45 kg a 60 m, y fragmentos más pequeños con un peso de cerca de 9 kg sobre una distancia de 270 m. Después de una breve pausa, la erupción se intensificó el 18 de mayo, con una gran explosión que causó la única víctima del episodio. La erupción continuó y formó numerosas columnas eruptivas que alcanzaron 9 km de altura y más, antes de agotarse lentamente para terminar hacia el 28 de mayo. La actividad volcánica pronto se limitó a la cumbre, y cesó por completo después de 1934.

### 1952-2011

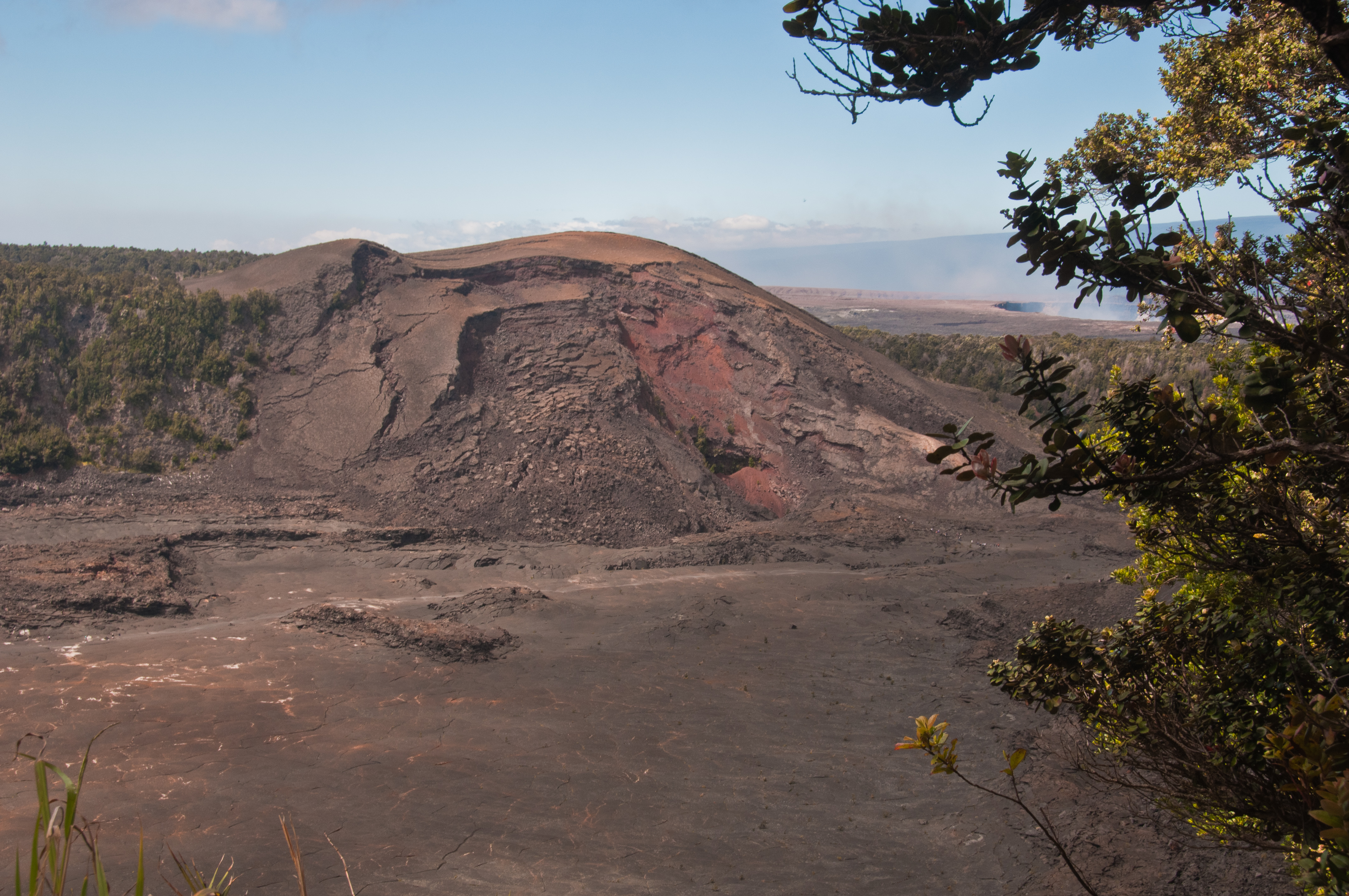
Pu'u Pua'i, un cono de ceniza en el borde del cráter Kilauea Iki que se formó por una fuente de lava en 1959.

Tras el episodio de Halemaʻumaʻu el Kilauea se mantuvo relativamente tranquilo, incluso en completo silencio durante un momento, con toda actividad limitándose a la cumbre. Se revivió en 1952 con una enorme fuente de lava de 245 m de altura en el cráter Halemaʻumaʻu. Persistieron varias fuentes de lava continua, con alturas entre 15 y 30 m, y la erupción duró 136 días. Otras erupciones se produjeron poco después, en 1954, 1955, y 1959, culminando en un gran episodio en 1960, cuando la actividad sísmica y las erupciones freáticas basadas en fisuras dieron paso a un masivo flujo de lava a'a que afectó a varias comunidades evacuadas y centros turísticos; la resultante deflación de la cumbre finalmente causó un colapso aún mayor del Halemaumau que siguió activo.
Después de los sucesos de 1960, ocurrieron erupciones anuales y casi continuas, un estado de actividad volcánica que sigue hoy en día. En 1967-1968 se produjo una erupción particularmente larga —de 80 millones de metros cúbicos— en el cráter Halemaʻumaʻu que duró 251 días. Este episodio fue superado al año siguiente por una muy larga erupción efusiva de Mauna Ulu del 24 de mayo de 1969 al 24 de julio de 1974. La erupción añadió 93 hectáreas de nuevas tierras y, después de que la actividad eruptiva se había calmado, concluyó con un fuerte terremoto con una magnitud de 7,2 Mw que causó el colapso parcial de la cumbre; la actividad eruptiva no se reanudó en el Kilauea hasta 1977.

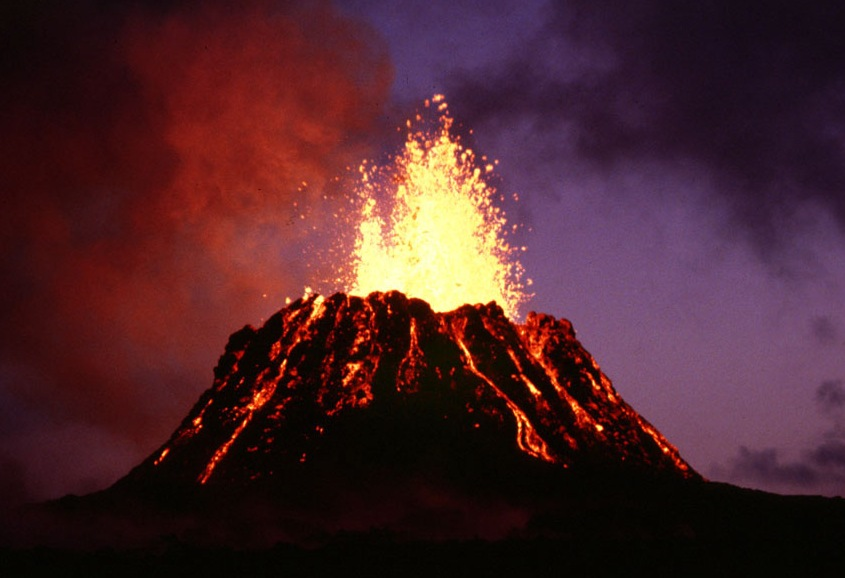
Puʻu ʻŌʻō al atardecer, junio de 1983.

La erupción de Mauna Ulu del Kilauea comenzó el 24 de mayo de 1969 y terminó el 22 de julio de 1974. En el momento, Mauna Ulu fue la erupción lateral más larga en la historia de los volcanes hawaianos. La erupción creó un nuevo respiradero, cubrió grandes extensiones de tierra con lava, y añadió nuevas tierras a la isla. La erupción comenzó como una fisura entre dos cráteres de subsidencia, ʻĀloʻi y ʻAlae, donde finalmente se formaría el escudo Mauna Ulu. El volcán expulsó tanto lava pāhoehoe como ʻaʻā, e inicialmente surgieron fuentes de lava que alcanzaron una altitud de hasta 540 metros. A principios de 1973 se produjo un terremoto que paró la erupción cerca del sitio original de Mauna Ulu y comenzó la erupción cerca de los cráteres Pauahi y Hiʻiaka. Sin embargo, el sitio de la erupción pronto volvió a la normalidad.
La más reciente erupción mayor en Kilauea también fue, con mucho, la más longeva. Comenzó el 3 de enero de 1983 a lo largo de la zona de ruptura oriental. El conducto volcánico produjo vigorosas fuentes de lava que rápidamente edificaron el cono de Puʻu ʻŌʻō y causaron un flujo de lava que bajó por la ladera del volcán. En 1986, la actividad se desplazó a, Kūpaʻianahā, un nuevo conducto en la zona de ruptura, donde adquirió un carácter más efusivo. Kūpaʻianahā edificó un amplio escudo volcánico bajo, y tubos de lava alimentaron flujos que se extendieron sobre 11 a 12 km hasta el mar. En 1992 la erupción se trasladó nuevamente a Puʻu ʻŌʻō, pero continuó de la misma manera, cubriendo casi la totalidad de los flujos de lava de 1983-1986 y amplias zonas del litoral. Hasta enero de 2011, la erupción produjo 3,5 km³ de lava, cubrió 123,2 km² de tierra, añadió 206 hectáreas de tierra, destruyó 213 estructuras, y enterró 14 km de carretera bajo lava con un grosor de hasta 35 m.

### Erupción fisural en Leilani Estates en 2018

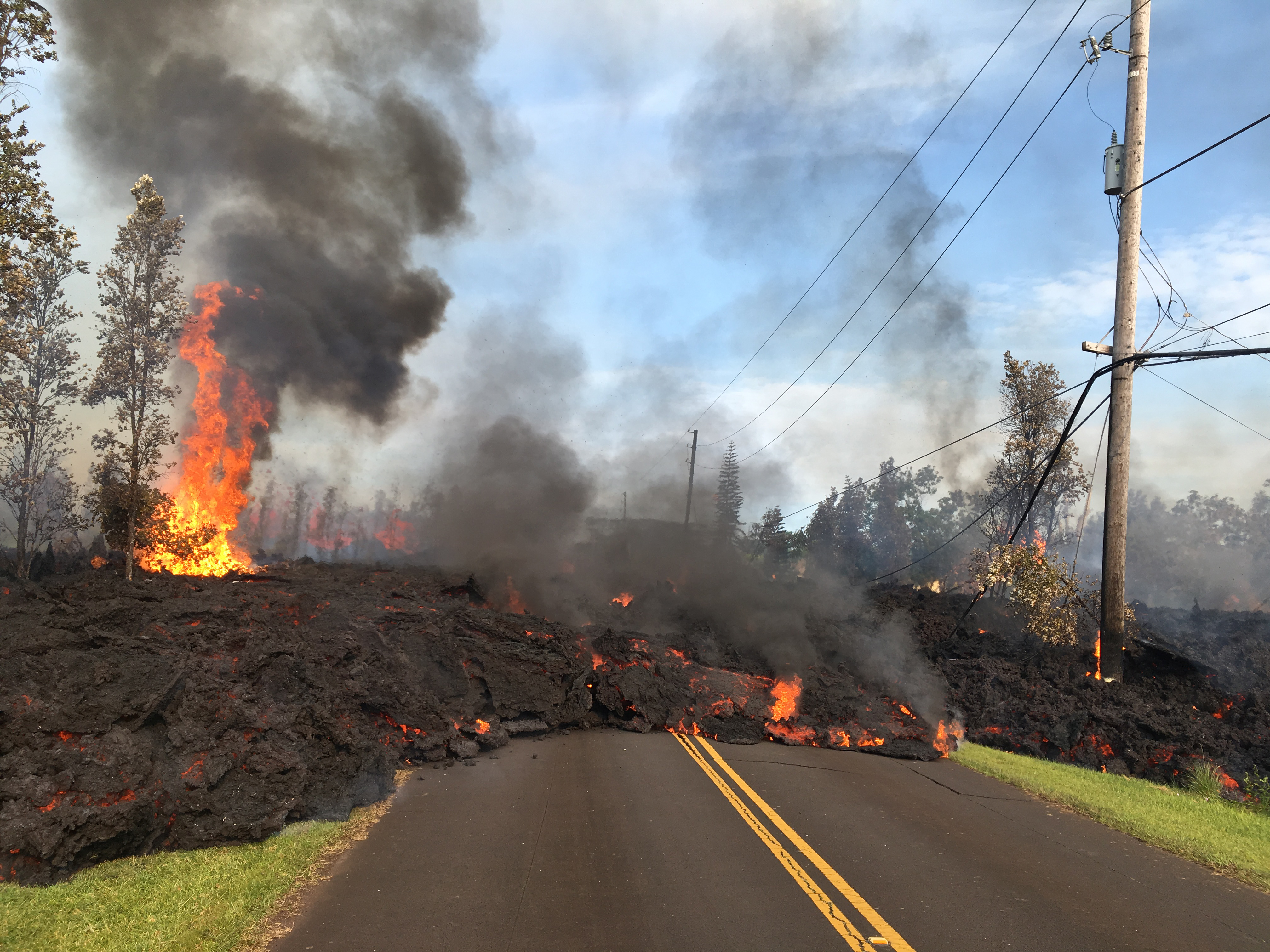
Lava saliente de una fisura en Hoʻokāpu Street en la subdivisión Leilani Estates (5 de mayo de 2018).

A principios de mayo de 2018, se detectaron cientos de pequeños terremotos en la cara este del Kīlauea, llevando a las autoridades a evacuar una parte de la población de los alrededores. El 3 de mayo de 2018 el volcán finalmente hizo erupción en Puna después de registrar un terremoto 5.0, causando la evacuación de emergencia de Leilani Estates y Lanipuna Gardens. Para el 6 de mayo del mismo año 26 casas habían sido devoradas por varios flujos de lava en Leilani Estates. La erupción terminó el 4 de septiembre de 2018.

### Erupción en la caldera en 2020
El día 25 de diciembre de 2020, hacia las 21:30, la lava empezó a brotar desde tres fisuras en las paredes norte y noroeste de la caldera en el cráter Halemaʻumaʻu. La lava evaporó rápidamente el agua del lago que llenaba el fondo de la caldera desde julio de 2019 y ha creado un lago de lava en su lugar.

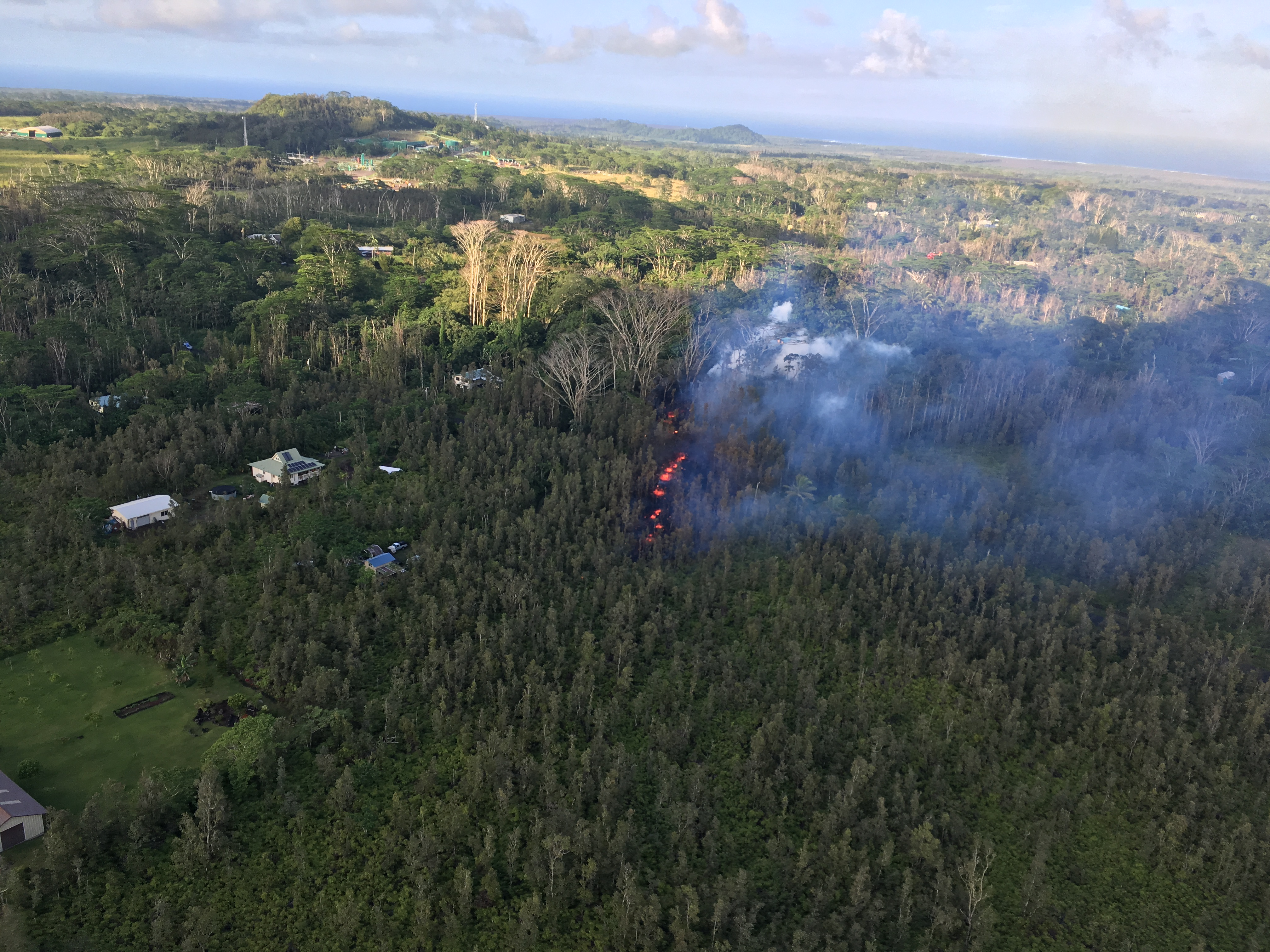
Erupción en la subdivisión de Leilani Estates en la zona Lower East Rift del volcán Kilauea. El vapor blanco, caliente y el humo azul emanaron de un área de agrietamiento en la parte este de la subdivisión.

## Ecologías

### Antecedentes

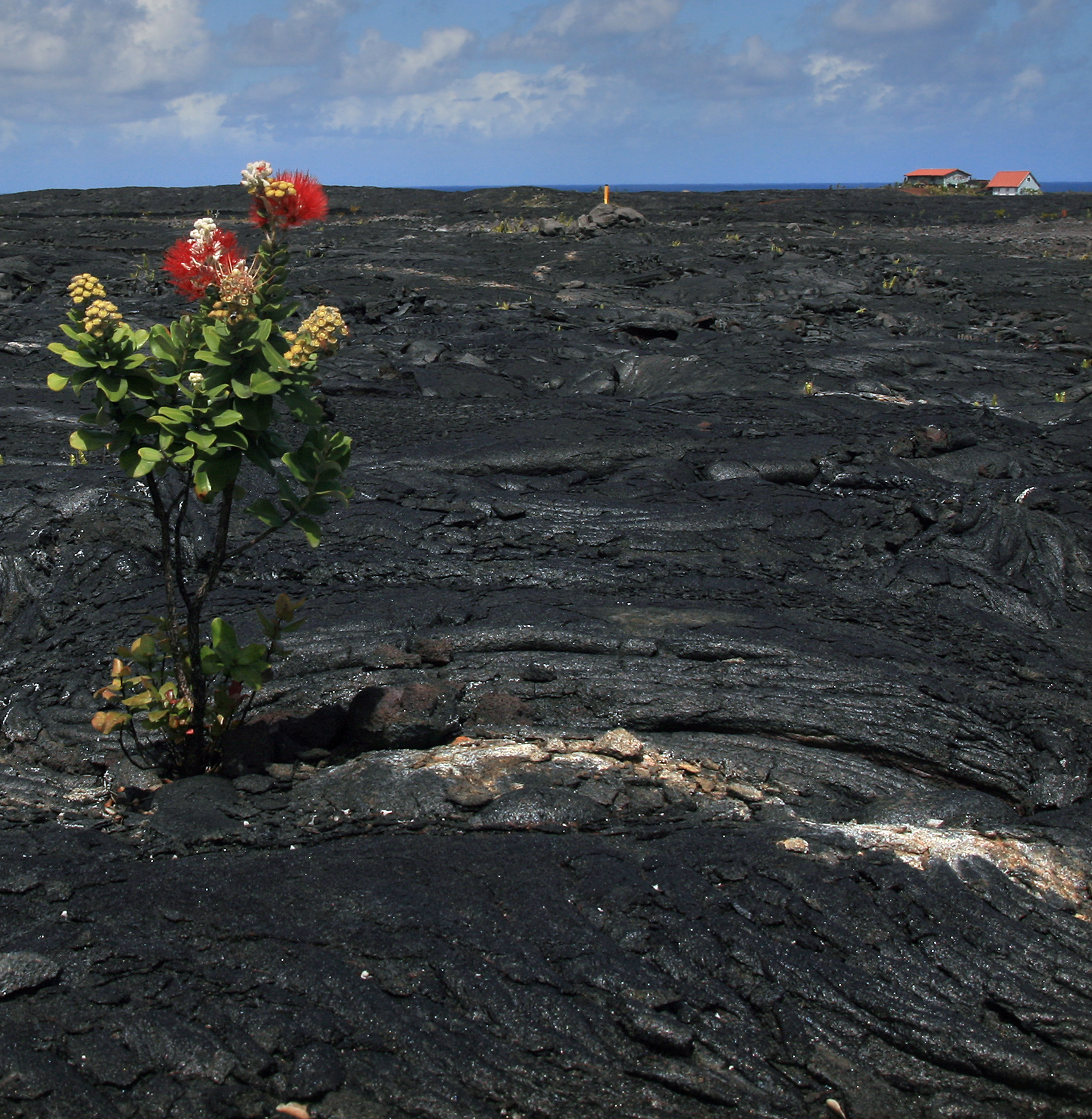
ʻŌhiʻa (Metrosideros polymorpha) creciendo en un campo de lava estéril que data de 1986, anteriormente la aldea de Kalapana. El mirto en esta foto, tomada en 2009, puede ya haber sido cubierto— nuevos flujos de lava parcialmente recubrieron el área en 2010.

Debido a su ubicación a una distancia de más de 2000 km de la masa continental más cercana, la isla de Hawáiʻi es una de las islas más aisladas de la Tierra, en términos geográficos; esto a su vez ha tenido una fuerte influencia sobre la ecología de la isla. La mayoría de las especies presentes en la isla son endémicas; no se encuentran en ningún otro lugar en la Tierra como resultado de un linaje evolutivo aislado, al abrigo de influencias bióticas externas; esto hace el ecosistema vulnerable tanto a especies invasoras como al desarrollo humano, y se estima que un tercio de la flora y fauna natural de la isla ya se ha extinguido.
La comunidad ecológica del Kilauea se ve también amenazada por la propia actividad del volcán; los flujos de lava a menudo invaden y queman secciones de los bosques del volcán, y la ceniza volcánica expulsada por las erupciones explosivas a menudo ahoga la vida local de las plantas. Las capas de materia orgánica carbonizada en la parte inferior de los depósitos de ceniza del Kilauea son evidencia de las muchas veces que el volcán causó la destrucción de su propio ecosistema y la de su vecino Mauna Loa, y existen partes del volcán que presentan una dicotomía entre el bosque montano prístino y los «desiertos» volcánicos recientemente enterrados, a la espera de ser recolonizados.
La masa del Kilauea afecta las condiciones climáticas locales por la influencia de los vientos alisios que vienen principalmente del noreste, y que, cuando empujado hacia arriba por la altura del volcán, resulta en un flanco de barlovento húmedo y un flanco de sotavento relativamente árido. La ecología del volcán se complica aún más por la altura —aunque no tanto como los volcanes vecinos, que son mucho más altos— y por la distribución local de los productos volcánicos, que producen variadas condiciones de suelo. La parte norte del Kilauea se encuentra en su mayoría debajo de 1000 m s. n. m., y recibe una precipitación media anual de más de 1910 mm, y en su mayoría puede clasificarse como una comunidad húmeda de tierras bajas; más hacia el sur, el volcán ha eliminado gran parte de la precipitación por lo que esta zona recibe menos de 1270 mm de precipitación media anual, y se considera principalmente un ambiente seco de tierras bajas.

### Ecosistemas

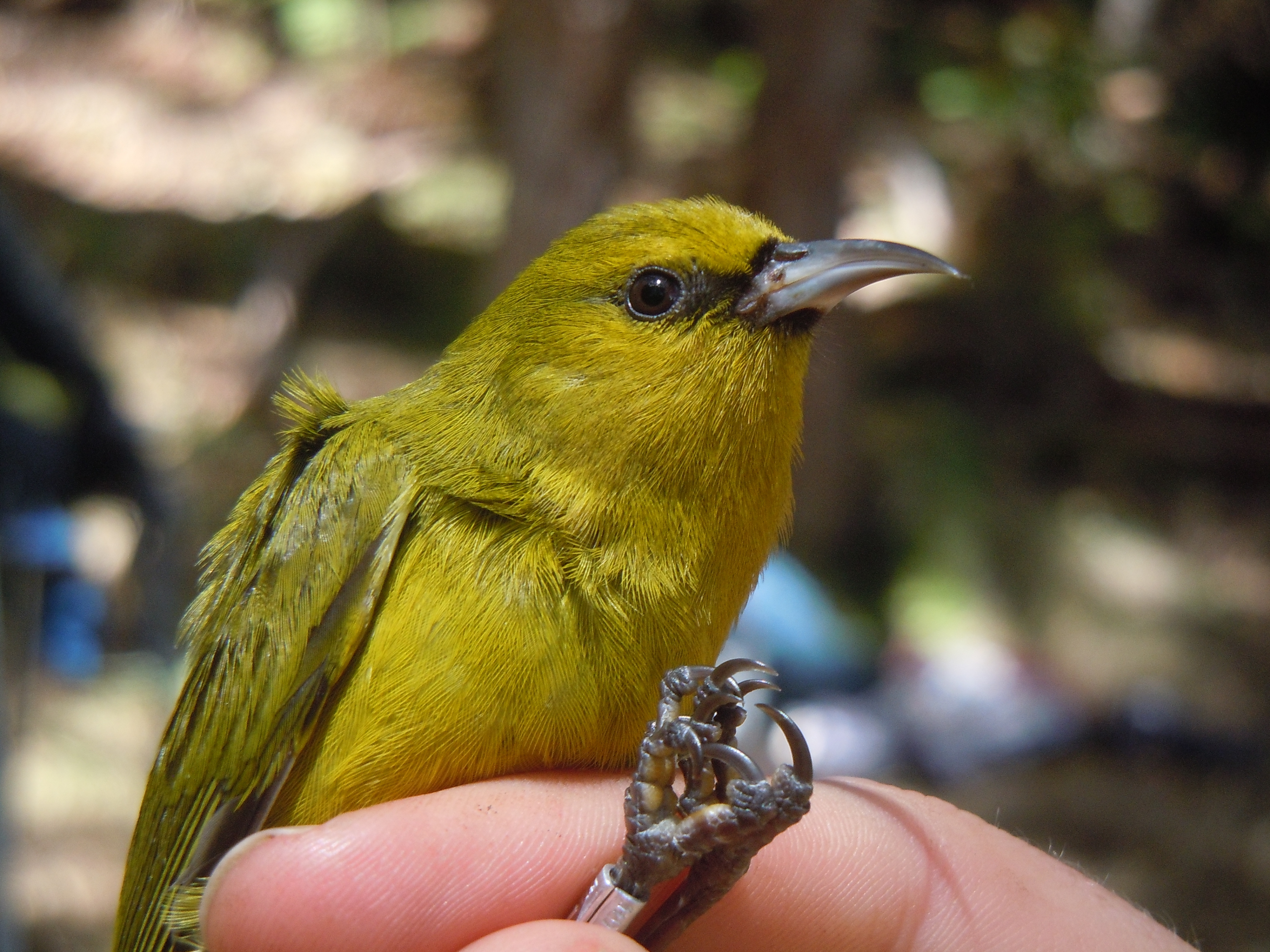
El 'amakihi (Hemignathus virens) es una de muchas aves que viven en los flancos del volcán.

Gran parte del ecosistema del sur de Kilauea se encuentra dentro del parque nacional de los Volcanes de Hawái, y tiene una vegetación que se compone de helechos a’e, árboles ʻōhiʻa (Metrosideros polymorpha), y hapu’u del género Cibotium como especies comunes. El parque alberga una gran variedad de especies de aves, incluyendo 'apapane (Himatione sanguinea), 'amakihi (Hemignathus virens), 'i'iwi (Vestiaria coccinea), ‘Ōma’o (Myadestes obscurus), ʻelepaios (Chasiempis sp.), y las especies amenazadas 'akepa (Loxops coccineus), 'akiapola'au (Hemignathus munroi), nēnē (Branta sandvicensis), ʻuaʻu (Pterodroma sandwichensis), y ʻio (Buteo solitarius). La costa del Kīlauea también alberga tres de los nueve sitios de anidación conocidos de la tortuga carey (Eretmochelys imbricata) una especie en peligro crítico de extinción.
Parte del área adjunto a la zona de ruptura suroeste del Kilauea adquirió la forma del insólito desierto Ka'u. Aunque no se trata de un «verdadero» desierto —la precipitación anual supera el máximo de 1000 mm al año—, la precipitación se mezcla con las emisiones volcánicas de dióxido de azufre y forma lluvia ácida con un pH tan bajo como 3,4 lo que obstaculiza en gran medida el crecimiento de plantas en la zona. Las partículas de tefra depositadas hacen el suelo local muy permeable. La vida vegetal en la región es prácticamente inexistente.
El ecosistema de bosque húmedo de tierras bajas del norte del Kilauea está parcialmente protegido por la Reserva forestal de Puna (Wao Kele) y la Reserva Área Natural de Kahauale`. Con una extensión de 11 244 ha, Wao Kele en particular constituye la mayor reserva de bosque húmedo de tierras bajas de Hawaí, y alberga especies de plantas raras, incluyendo helechos hāpuʻu (Cibotium spp.), enredaderas ʻieʻ (Freycinetia arborea), y kōpiko (Psychotria mariniana), algunas de las cuales juegan un papel en limitar la propagación de especies invasoras. ʻOpeʻapeʻa (Lasiurus cinereus semotus), ʻio (Buteo solitarius), ʻAmakihi común (Hemignathus virens), y nananana makakiʻi (Theridion grallator) viven en los árboles. Se cree que hay muchas especies en el bosque que aún no fueron registradas. El principal árbol de los bosques de Wao Kele es ʻōhiʻa lehua (Metrosideros polymorpha).

## Historia humana

### Antiguo Hawái
Los primeros antiguos hawaianos que llegaron a la isla de Hawái vivieron a lo largo de las costas, donde los alimentos y el agua dulce eran abundantes. Aves no voladoras que anteriormente no habían conocido depredadores, se convirtieron en una fuente de alimento básico. Los primeros asentamientos tuvieron un gran impacto en el ecosistema local, y causaron la extinción de muchas especies, particularmente entre las aves, así como la introducción de plantas y animales foráneos y el aumento de las tasas de erosión. El ecosistema prevaleciente de bosques de tierras bajas se transformó de bosques en pastizales; parte de este cambio fue causado por el uso del fuego, pero la razón principal parece haber sido la introducción de la rata de la Polinesia (Rattus exulans).
Las cumbres de los cinco volcanes de Hawái fueron venerados como montañas sagradas. Los hawaianos asociaron elementos de su entorno natural con deidades particulares. En la mitología hawaiana, el padre cielo Wākea se casa con la madre tierra Papa, dando a luz a las islas de Hawái. La palabra «Kilauea» significa «escupiendo» o «propagándose mucho» en hawaiano, haciendo referencia a su alto estado de actividad, y en la mitología hawaiana Kilauea es el cuerpo de la deidad Pele, la diosa del fuego, rayos, viento, y volcanes. Aquí es donde se centró el conflicto entre Pele y el dios de la lluvia Kamapuaʻa; Halemaʻumaʻu, «Casa del helecho ʻamaʻumaʻu», deriva su nombre de la lucha entre ambas deidades. Kamapuaʻa, presionado por la habilidad de Pele de hacer surtir la lava desde el suelo a voluntad, cubrió el lugar, la residencia favorita de la diosa, con hojas de helechos. Ahogada por el humo atrapado, Pele emergió. Al darse cuenta de que cada uno podría amenazar el otro con la destrucción, los otros dioses declararon un empate y se dividieron la isla entre ellos. Kamapuaʻa consiguió el flanco húmedo de barlovento noreste, y Pele recibió la parte más seca de Kona al sotavento. Se dice que el aspecto chamuscado y oxidado de las hojas jóvenes del ʻamaʻumaʻu es un producto de esta legendaria lucha.
Esta era temprana fue seguida por la paz y la expansión cultural entre el siglo XII y finales del siglo XVIII. La tierra fue dividida en regiones en función de las necesidades inmediatas de la población y el bienestar a largo plazo del medio ambiente. En general estos ahupuaʻa tomaron la forma de largas franjas de tierra orientadas desde las cumbres de las montañas a la costa.

### Época moderna
El primer europeo que llegó en Hawái fue James Cook en 1778, y el primer europeo que observó el Kilauea en detalle fue William Ellis, un misionero inglés que pasó más de dos semanas a viajar a través del volcán en 1823. Recopiló el primer relato escrito del volcán y observó muchas de sus características, estableciendo la base para futuras exploraciones.
Uno de los primeros y más importantes topógrafos del Kilauea fue James Dwight Dana, quien obtuvo alojamiento del misionero Tito Coan y estudió los volcanes de la isla de primera mano y en detalle durante décadas. Dana visitó la cumbre del Kilauea en 1840 y la describió en detalle. Después de la publicar un documento de síntesis en 1852, dirigió un detallado estudio geológico de la isla en 1880 y 1881, pero no consideró el Kilauea un volcán separado, sino se refirió a él como un respiradero en el flanco del Mauna Loa; no fue hasta que otro geólogo, C. E. Dutton, había profundizado la investigación de Dana durante una expedición en 1884 que el Kīlauea llegó a ser generalmente aceptado como una entidad separada.: 154–155 
En 1912 se inició la siguiente etapa en la historia del estudio del Kilauea con el establecimiento del Observatorio Vulcanológico de Hawái en el borde del cráter del volcán. La construcción del observatorio fue concebido por Thomas Jaggar, jefe de geología del Instituto de Tecnología de Massachusetts y fue la primera instalación permanente de este tipo en los Estados Unidos; después de presenciar la devastación del terremoto de Messina de 1908 cerca del Monte Etna en Italia, declaró que habría que hacer algo para apoyar el estudio sistemático de la vulcanología y sismología, y eligió el Kīlauea como sede del primer establecimiento. Después de asegurar los fondos de MIT y la Universidad de Hawái, Jaggar tomó cargo como director del observatorio entre 1912 y 1940, y fue un pionero en el estudio sismológico y la observación de volcanes activos. Después de que se agotó la financiación inicial, el observatorio fue financiado sucesivamente por el Servicio Meteorológico Nacional, el Servicio Geológico de Estados Unidos (USGS), y el Servicio de Parques Nacionales, para finalmente continuar bajo la bandera de USGS desde 1947. El edificio principal ha sido desplazado dos veces desde la creación del observatorio, y en la actualidad se ubica en el borde noroeste de la caldera del Kilauea.

## Turismo

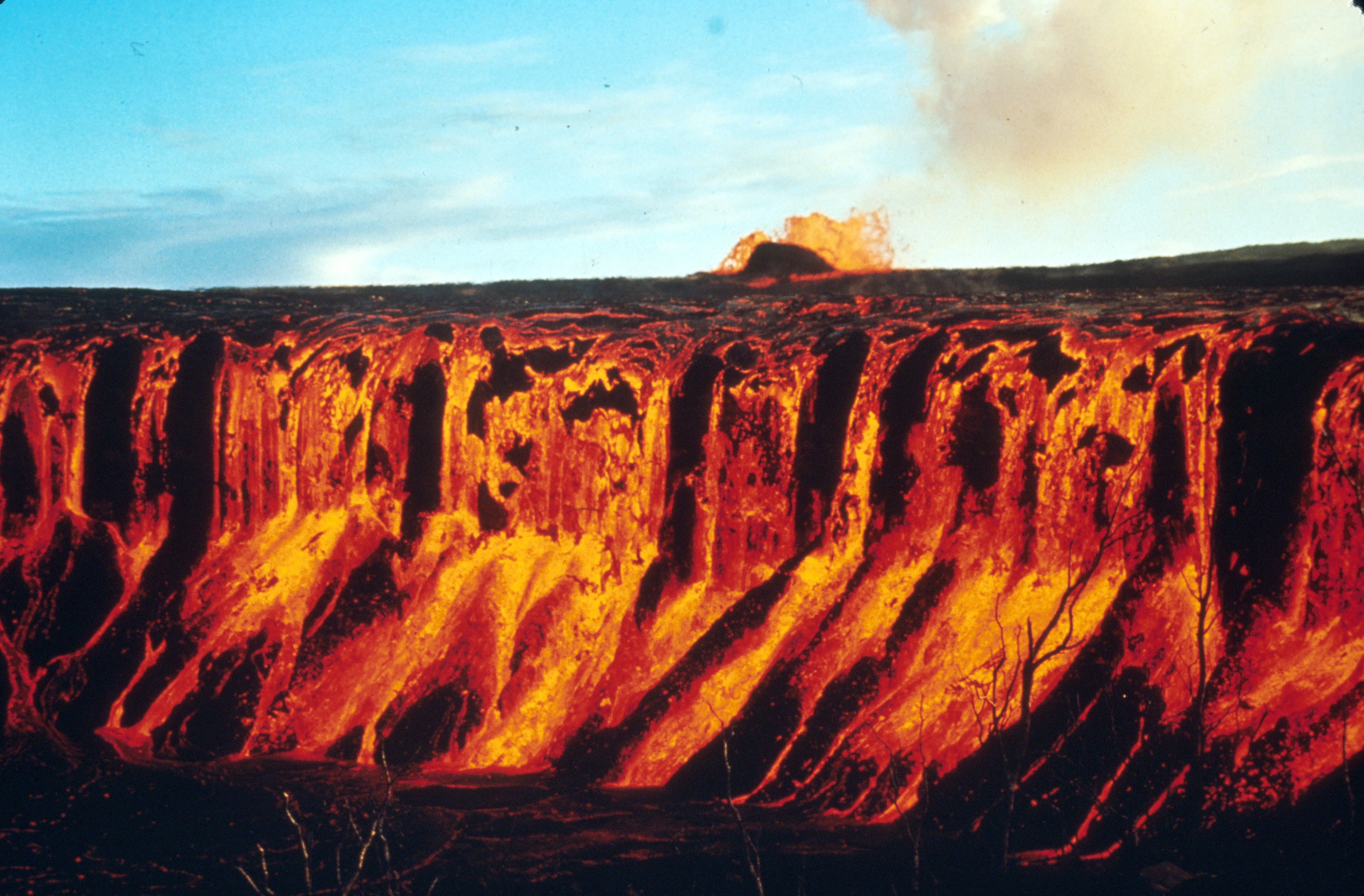
Cascada de Aloi Crater, de la erupción de 1969-70. Esta espectacular erupción atrajo gran atención mediática.

A partir de la década de 1840 el volcán se convirtió en una atracción turística, y hombres de negocios locales, como Benjamín Priman y George Licurgo, crearon un gran número de hoteles en el borde de la caldera, el más famoso de los cuales es el Volcando House, que sigue siendo el único hotel o restaurante dentro de los límites del parque nacional de los Volcanes de Hawái. En 1891, Porrino A. Thurston, nieto del misionero estadounidense Asa Thurston e inversor en hoteles a lo largo del borde del volcán, comenzó a hacer campaña para un parque en las laderas del volcán, una idea concebida por William Richards Castle, Jr. en 1903. Thurston, también dueño del periódico Honolulu Advertiser, publicó editoriales a favor de la idea. Hacia 1911, el gobernador Walter F. Frear propuso un proyecto de ley para crear el «Parque Nacional de Kilauea». Tras el respaldo de John Muir, Henry Cabot Lodge, y el expresidente Theodore Roosevelt —ante la oposición de los ganaderos locales— y varios intentos legislativos introducidos por el delegado Jonah Kūhiō Kalaniana'ole, la House Resolution 9525 fue promulgada por el entonces presidente Woodrow Wilson el 1 de agosto de 1916. Fue el undécimo parque nacional en los Estados Unidos, y el primero en un territorio de ultramar; pocas semanas después, se firmó la Ley Orgánica del Servicio de Parques Nacionales, creando el Servicio de Parques Nacionales encargado del funcionamiento y la expansión del sistema de parques. El parque, originalmente llamado «Parque Nacional de Hawaii», se separó del parque nacional Haleakalā el 22 de septiembre de 1960. Hoy en día, el parque —cuyo nombre cambió a parque nacional de los Volcanes de Hawái y que fue declarado Patrimonio de la Humanidad en 1987— es un importante atractivo turístico y una importante institución para la conservación.
En sus inicios el turismo era un concepto relativamente nuevo, pero creció lentamente antes de estallar con el advenimiento de los viajes aéreos hacia 1959, el mismo año en que Hawái se convirtió en un estado integrante de los Estados Unidos. Actualmente el turismo se ve impulsado por los sitios tropicales y exóticos de la isla, y por el Kīlauea —como único volcán en el mundo que es a la vez lo suficientemente activo para ser interesante, lo suficientemente dócil para ser inofensivo, y lo suficientemente monitoreado para ser accesible— es una parte importante del atractivo turístico de la isla. Hoy en día, es visitado por aproximadamente 2,6 millones de personas al año, la mayoría de los cuales acceden al volcán por el centro de visitantes cerca de la entrada del parque. El museo Thomas A. Jaggar es también una parada turística popular; situado en el borde de la caldera, la plataforma de observación del museo ofrece la mejor vista protegida de la actividad del cráter Halemaumau. Volcano House («Casa del Volcán») proporciona el alojamiento más cercano a la caldera, y la cercana Volcano Village («Aldea del volcán») proporciona el más numeroso; los visitantes vinculados con las fuerzas armadas pueden encontrar alojamiento en el Kilauea Military Camp («Campo Militar de Kilauea»). Existe un número de itinerarios de senderismo, lugares de interés y programas de visitas guiadas por guardabosques, y las carreteras Chain of Craters Road, Hilina Pali Road y Crater Rim Drive proporcionan acceso.